# 叶海燕
叶海燕（1975年9月—），网名流氓燕，长期关注性工作者与艾滋病，倡议中国大陆性工作者合法化。

## 生平
2005年，叶海燕在武汉成立了“中国民间女权工作室”这一女权民间组织。当年的五月“流氓燕”在天涯社区网站连发裸照让自己的知名度飙升。之前，她是那个社区的一名网络写手，以文风率直、对性描写大胆而著称。
2007年到2009年是叶海燕工作室开展工作最顺利的时期，当时他们的工作重点是对性工作者的健康关爱和艾滋病的干预。经过多时的思考，叶海燕在2009年提出性工作也是工作，让性工作合法化的诉求，主张性工作者作为公民的各项基本权利更应该得到保障。在那之前发生了叶海燕工作室一名志愿者在提供性服务时被杀死的悲剧。
2010年7月，叶海燕工作室在互联网征集网友对她们“要求性工作合法化，娼嫖皆无罪”诉求的签名。同月，她们为了迎接该工作室倡导的“性工作者日”，在武汉闹市区街头举办行为艺术，这些都被视为对中国社会主流价值观的挑战。叶海燕本人因此受到武汉警方的传唤，并被拘留。她也因此被迫将工作室的实体迁出武汉，目前落脚在广西一个小镇。因为女儿和前夫户口在广西博白县，叶海燕于2011年8月在广西注册了浮萍健康服务工作室，继续她为性工作者维权的行动。
2011年，叶海燕與艾未未一同全裸出鏡拍《一虎八奶圖》。

### 2013年被拘留以及後續
2013年5月27日，叶海燕在海南省万宁市第二小学门口举牌“校长，开房找我，放过小学生”抗议校长和官员性侵犯幼女。
2013年5月30日，叶海燕因持刀伤人被玉林市博白县公安机关依法行政拘留。叶海燕则在微博上称，房东由于受到当局的压力，要求叶海燕搬走。中午，叶海燕和女儿在家中被11名男女围殴，5月31日，广西玉林警方在微博发布消息称：“叶海燕因持刀故意伤害3名妇女，而被警方依法行政拘留”，警方称缴获菜刀一把，发现伤者3名，3人衣服被划破，伤口外露。当日，59岁的女学者艾晓明用半裸照“开房找我，放过叶海燕”发布在微博声援叶海燕。叶海燕被刑拘后，引发媒体的争议，《人民日报》旗下《环球时报》刊登单仁平的专文，“呼吁博白县警方，要专心致志依法办案，不要理会互联网上的各种声音。”而《新京报》刊登文章，则呼吁博白县警方必须充分披露叶海燕被指伤人案的细节，拿出令人信服的证据回应质疑。6月3日，叶海燕律师团成员王宇、王全平、王红杰和邓树林以及2名支持叶海燕的网友被博白县公安局城关派出所强行带到派出所。6月14日，叶海燕获释，遭到房东的逐客令和当地人拉横幅“大鸡婆叶海燕伤风败俗，滚出博白去！”的抗议。
2016年华裔女导演王男栿拍摄了以她追踪2013年海南万宁校长官员性侵幼女案过程的人权议题纪录片《流氓燕》。该纪录片于同年年底入选奥斯卡最佳纪录长片奖15部候选影片，但是并没有入围提名。
2017年1月19日起，叶海燕在北京宋庄镇的工作室兼住所遭到房东登门逼迁以及断水停电。22日晚上，加拿大驻中国的外交官前往宋庄探望叶海燕。最終叶海燕被当局强制离开在宋庄的居所。叶海燕开始创作社会话题绘画作品。她画裸女、性工作者和鸡。
2019年1月20日，叶海燕在北京宋庄举行第一场个人画展。但在第二天，三名自称是物业的人员到访并说宣传海报上的署名流氓燕具有争议，要求画展立刻停办。画展在当天停办，她也将画作搬走。